# Karosa
Karosa (in lingua ceca:Továrna na Kočáry, Automobily, Rotory, Obráběcí stroje, Sekací stroje a Autobusy) è stata un'azienda produttrice di autocarri e autobus con sede a Vysoké Mýto all'epoca Cecoslovacchia.
È stata fusa nel 1999 nella Renault Veicoli Industriali, con il marchio non più utilizzato per la commercializzazione dei prodotti ivi fabbricati. Nel 2007 è stata rinominata in Iveco Czech Republic e dal 2014 è parte di Iveco Bus.

## Storia

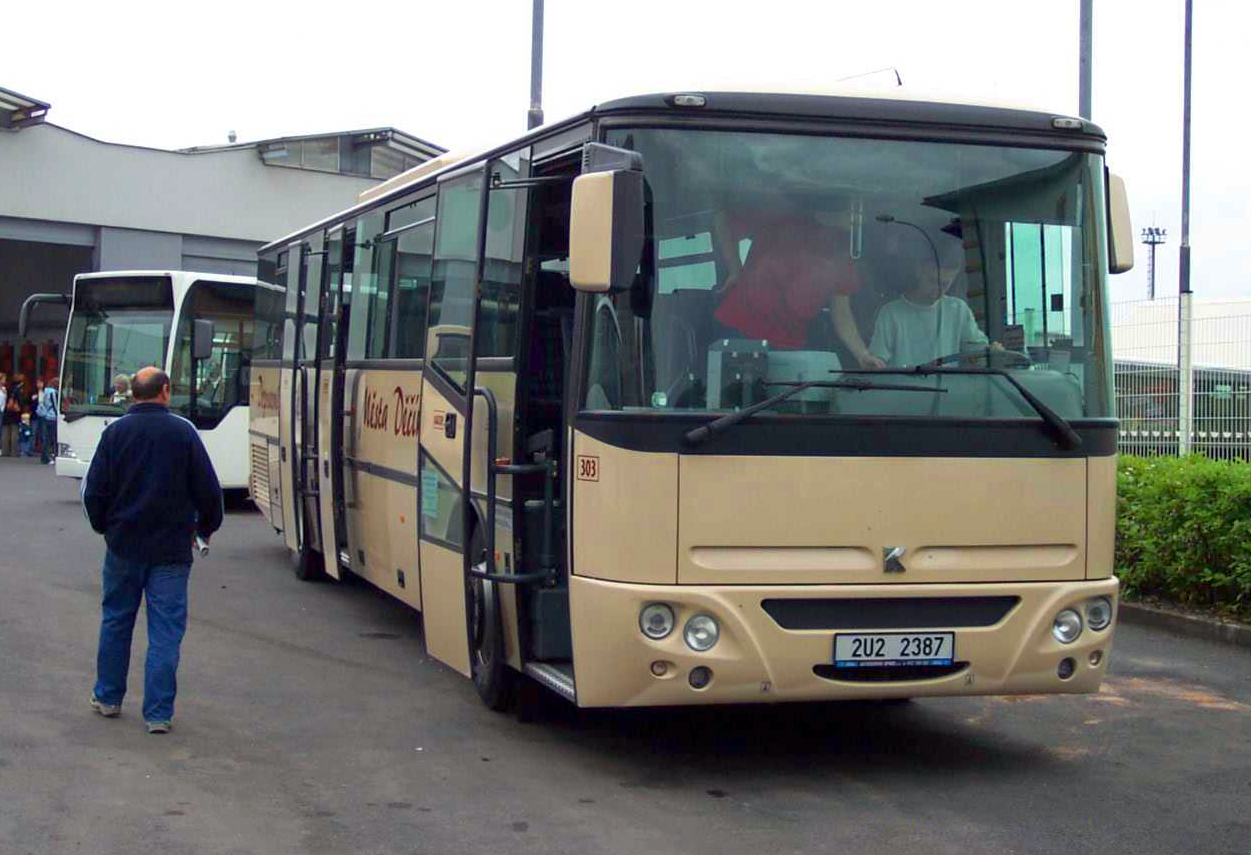
Karosa C 956 Axer

È stata fondata nel 1896 da Josef Sodomka a Vysoké Mýto come società produttrice di carrozze. Diventerà poi una carrozzeria d'autore, sotto il nome di  Josef Sodomka. 
Nel 1925 Sodomka produsse le carrozzerie per su chassis Praga Mignon. Creò carrozzerie per celebrità come Jan Werich (Tatra 52) e la moglie del presidente Edvard Beneš (Aero 50).
Continuerà l'attività nel settore automobilistico fino al 1958.
Nel 1948, dopo la statalizzazione ad opera del regime comunista, il nome è cambiato in Karosa.

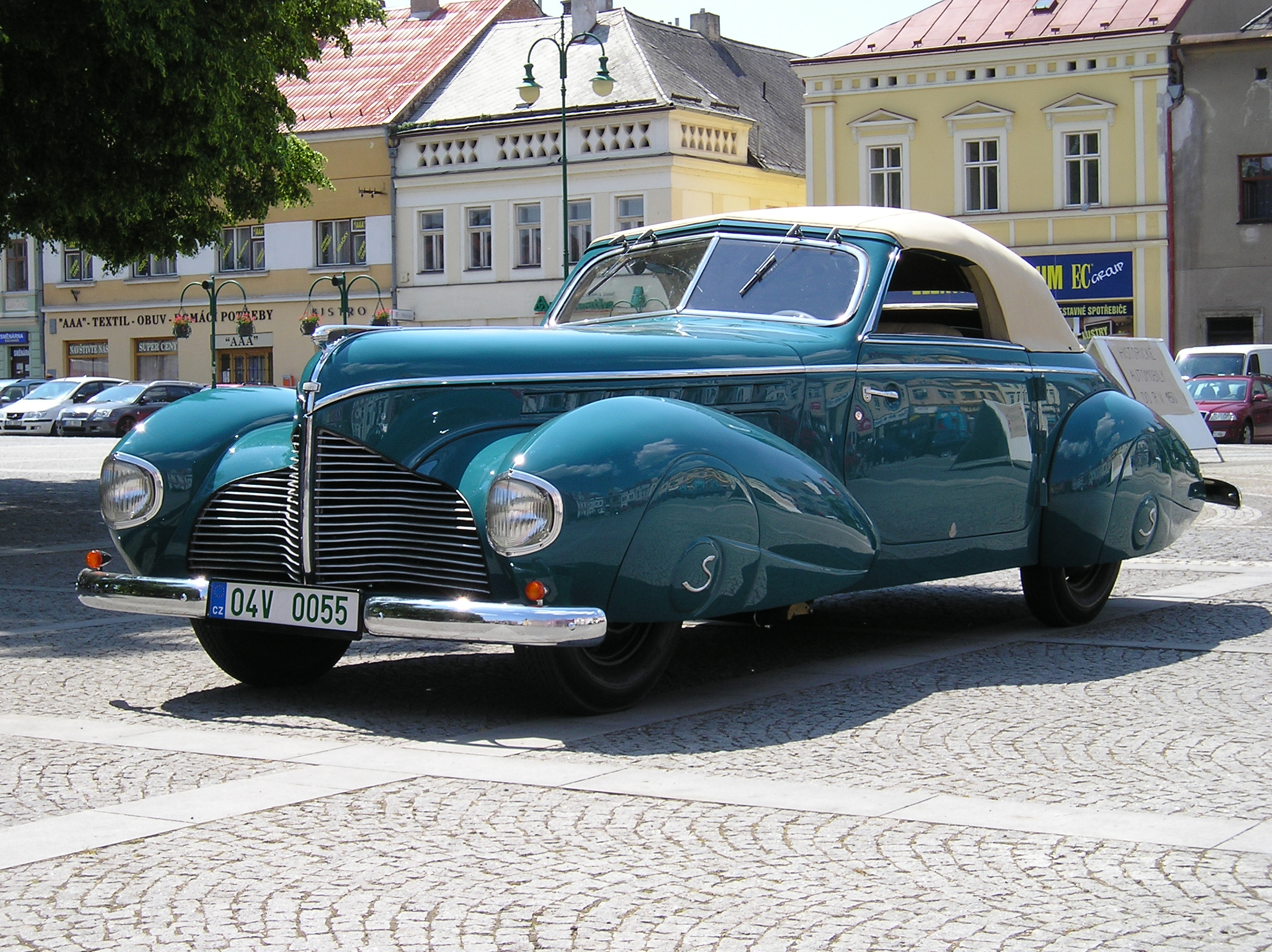
Aero 50, carrozzeria Sodomka
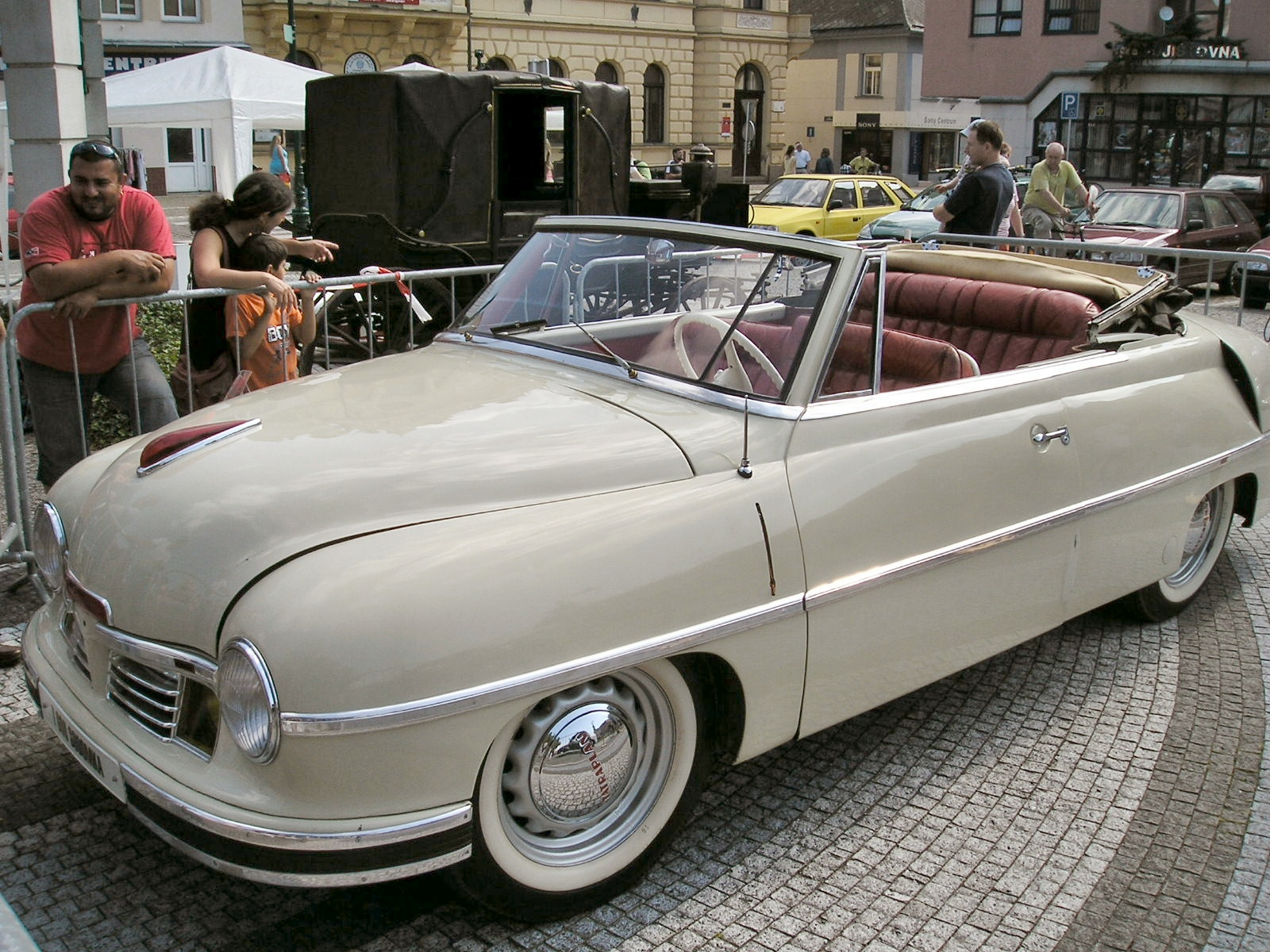
Tatra 600, carrozzeria Sodomka

## Autobus

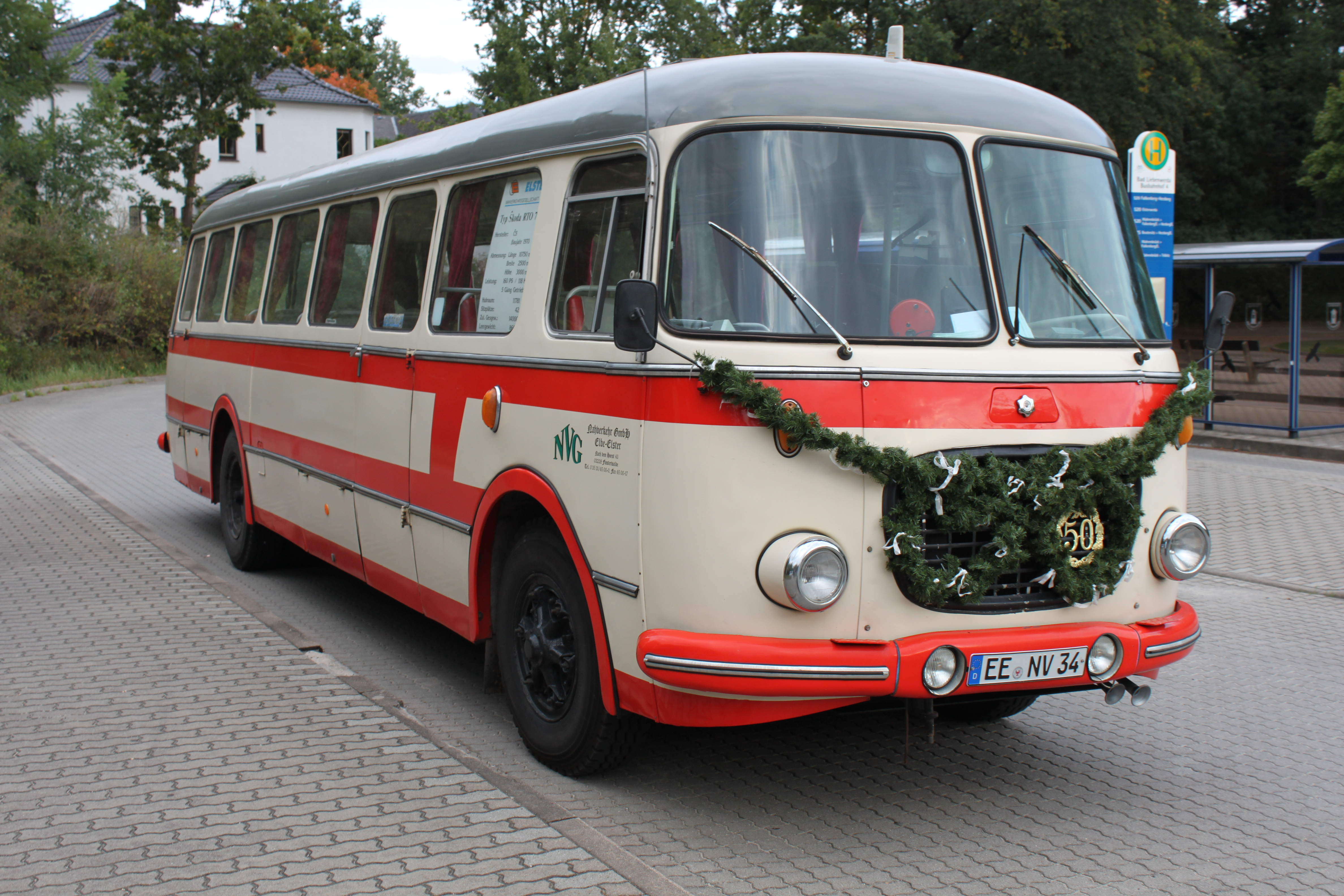
Škoda 706 RTO

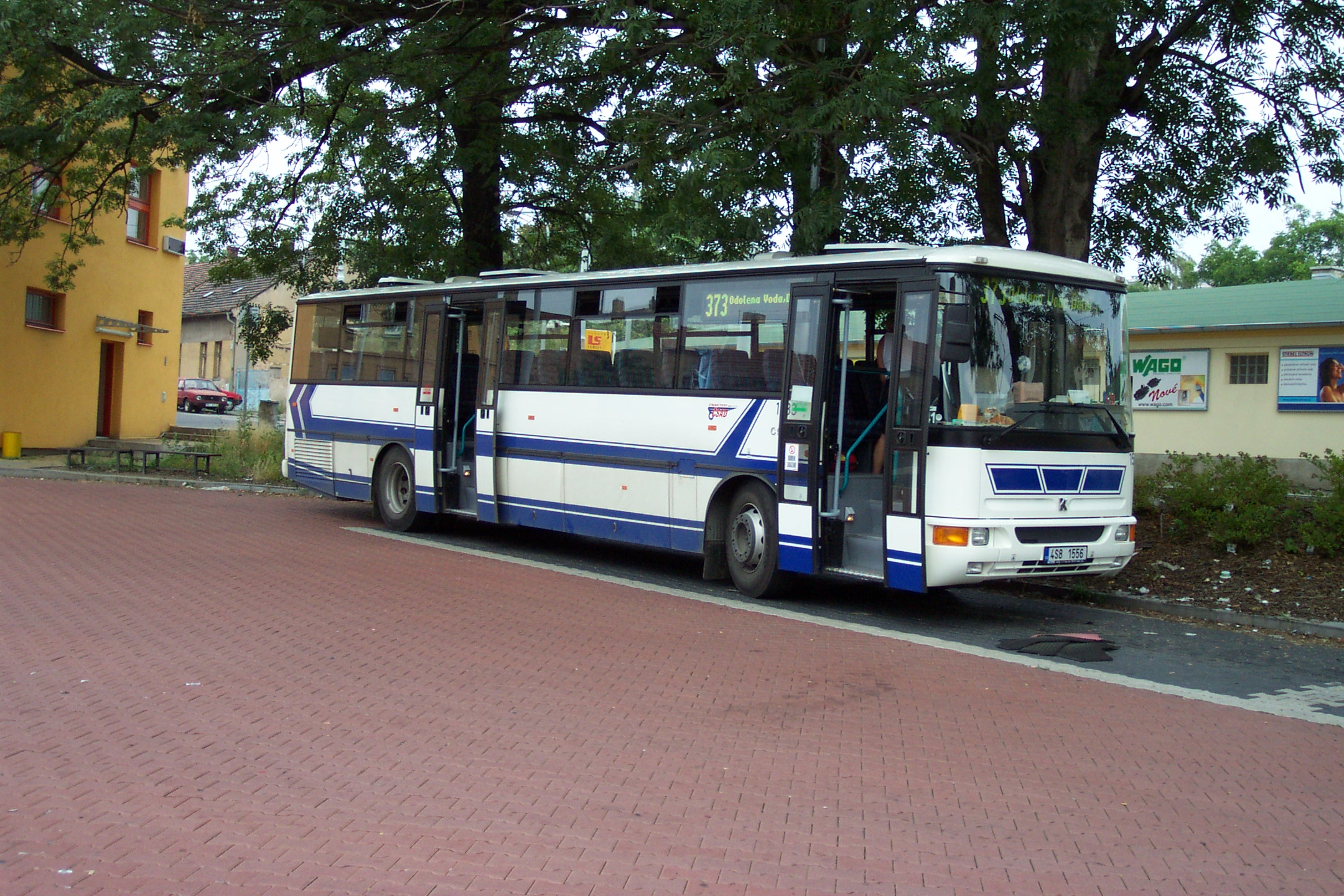
Karosa C 954

Nel 1948 l'azienda venne statalizzata, cambiò il nome da Praga di Oldřich Uhlík, e incorporata. Fu l'unico costruttore di autobus della Cecoslovacchia. Škoda o Praga non riuscirono a competere. Alla fine degli anni '50 Karosa produsse il primo noto autobus urbano 706 RTO (solo la carrozzeria), esposto in numerose fiere (Expo 1958 a Bruxelles). Seguirono prototipi per versioni intercity e articolati ma rimasero solo prototipi. Il 706 RTO fu sostituito da Karosa serie Š nel 1964, anche come filobus. Dal 1972, il sito della fabbrica è quello attuale. Nel 1981 viene introdotto il Karosa 700. Nel 1989, dopo la caduta del comunismo, Karosa passò dal produrre 4.000 bus all'anno a solo un migliaio.

## Dopo il regime comunista

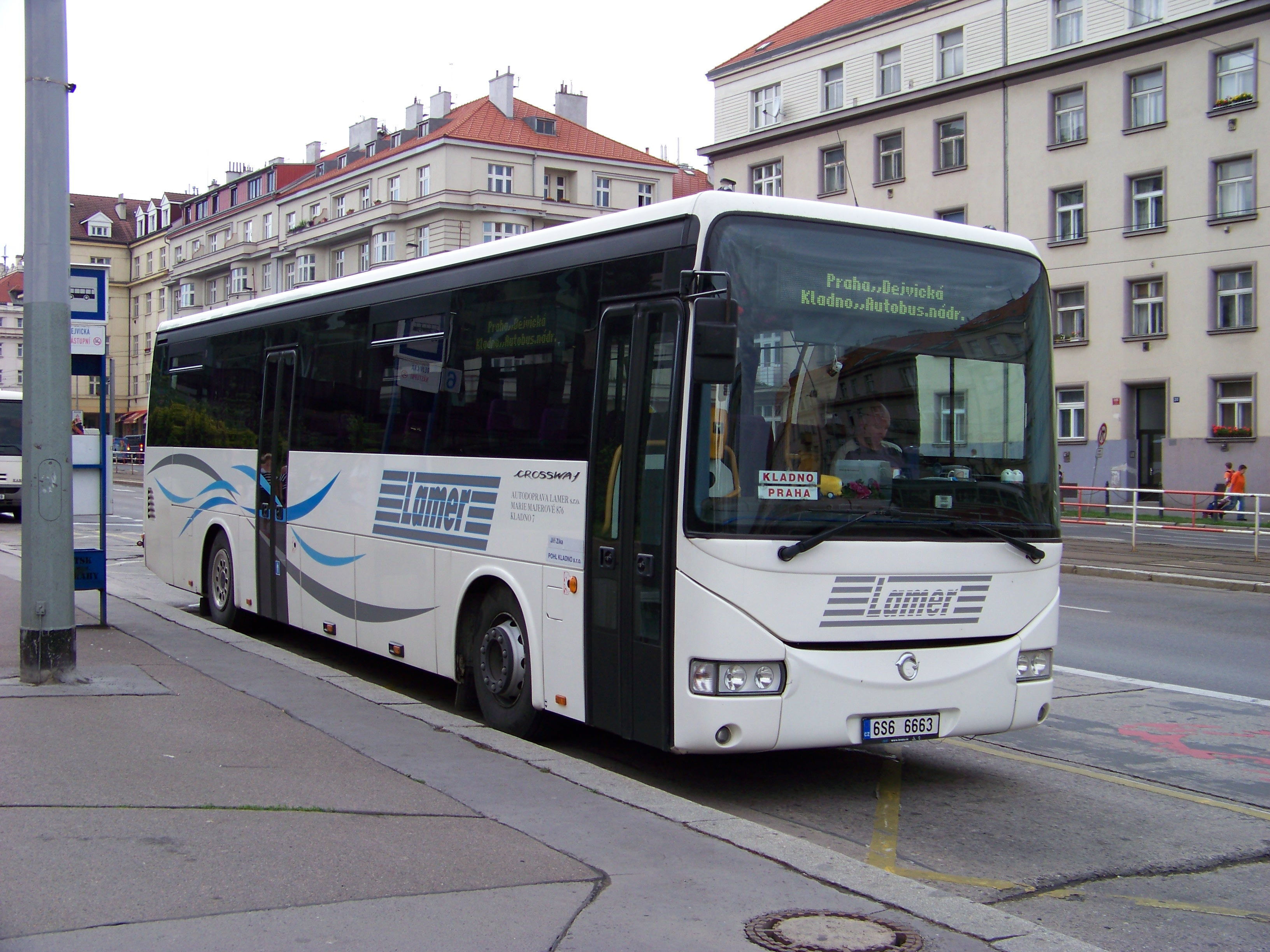
Irisbus Crossway

Nel 1994 Karosa venne comprata da Renault. Nel 1995 iniziò la produzione del Karosa 900, e ridisegnato in Karosa 700. Dal 1999, Karosa diventa parte di Irisbus, joint-venture tra Renault e Iveco.
Nel 2003 Iveco fa nascere Irisbus, comprando le quote Renault.
Nel 2007 Karosa diventa Iveco Czech Republic e dal 2013 diventa parte di Iveco Bus.

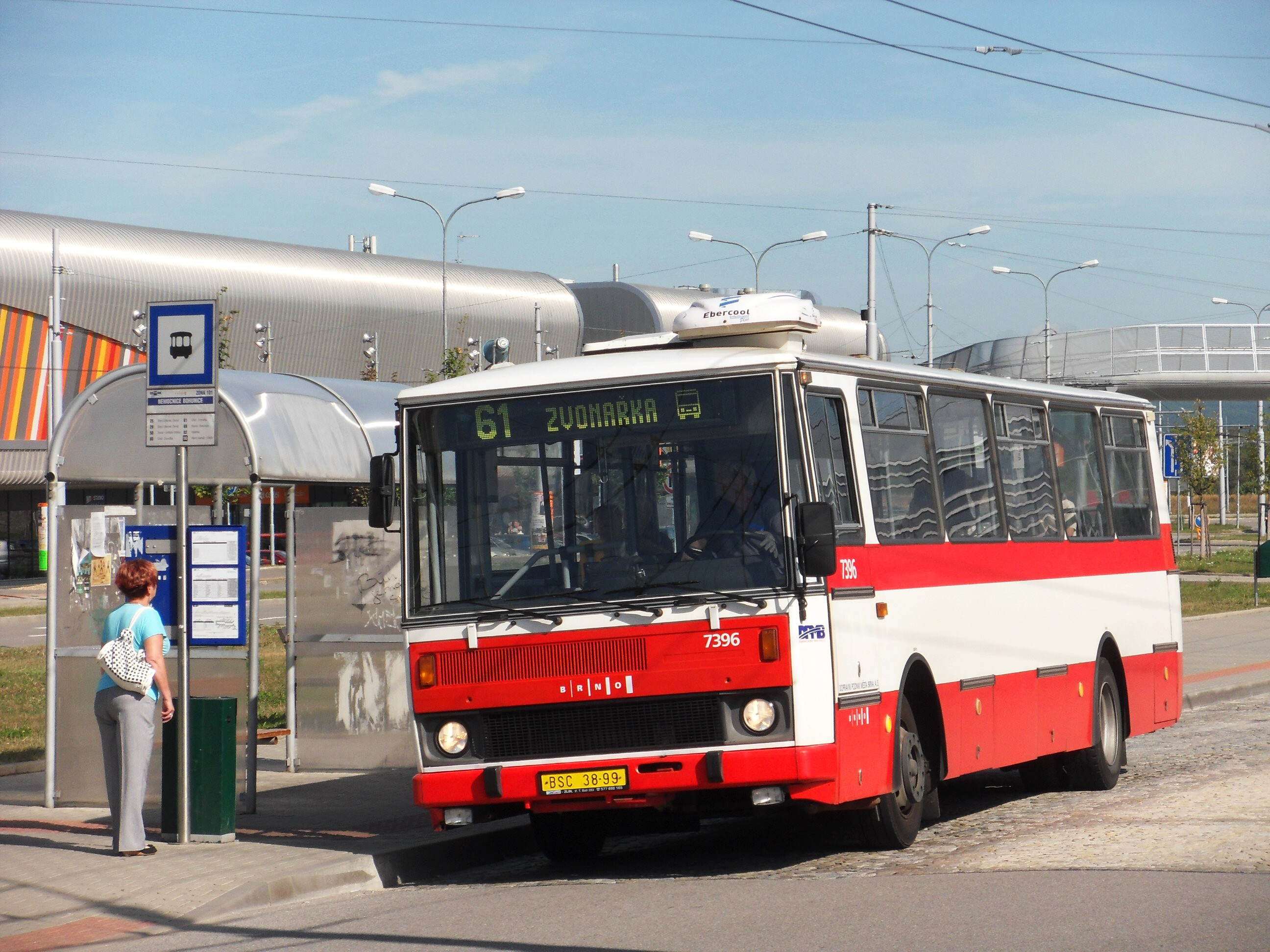
Karosa B 732
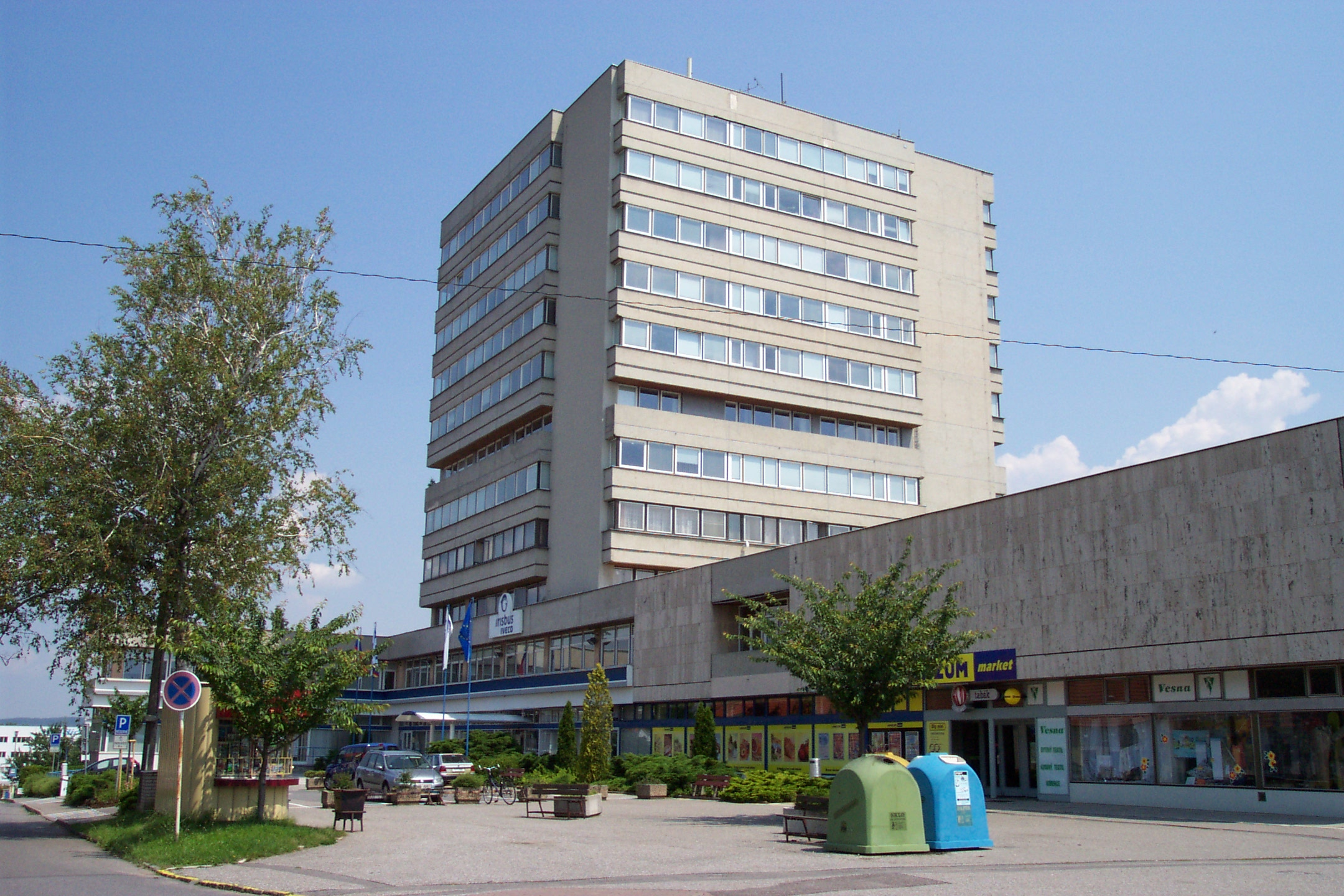
Sede a Vysoké Mýto

## Modelli di autobus
- Karosa ŠM 11
- Karosa ŠM 16,5
- Karosa B 731
- Karosa B 732
- Karosa B 741
- Karosa B 931
- Karosa B 932
- Karosa B 941
- Karosa ŠL 11
- Karosa C 734
- Karosa C 744
- Karosa C 934
- Karosa C 935
- Karosa C 954
- Karosa C 955
- Karosa C 956 Axer
- Karosa ŠD 11
- Karosa LC 735
- Karosa LC 736
- Karosa LC 737 - HD12
- Karosa LC 936
- Karosa LC 937 - GT11
- Karosa LC 956